# Nefertiti (Album)
Nefertiti ist eine Jazz-Komposition von Wayne Shorter und gleichzeitig das Titelstück des gleichnamigen Jazz-Albums von Miles Davis, aufgenommen in vier Aufnahmesitzungen am 7., 22. und 23. Juni sowie am 19. Juli 1967 und veröffentlicht von Columbia Records im Frühjahr 1968.
Das Album zeichnet sich durch komplexe harmonische Strukturen, unkonventionelle Rhythmen und eine experimentelle Klangpalette aus. Davis und seine Bandmitglieder haben mit Nefertiti den Jazz in neue Richtungen geführt.

## Das Album
Das Nefertiti-Album ist nach E.S.P., Miles Smiles und Sorcerer das vierte und letzte vollständig akustisch aufgenommene Studioalbum des klassischen zweiten Miles-Davis-Quintetts. Was danach folgte, war die Einführung des E-Pianos und die Mitwirkung des Fusion-Gitarristen George Benson im folgenden Album Miles in the Sky (Januar und Mai 1968) und die Ankunft Chick Coreas und Dave Hollands in der Band bei den Sessions zu Filles de Kilimanjaro. Das Nefertiti-Album repräsentiert so den Platz des Übergangs, von dem sich Miles Davis’ Entwicklung als „Jazz“-Musiker an einem Scheideweg zwischen seiner reichen Vergangenheit und dem, was sich in den folgenden zwei Jahren ereignen sollte, als schließlich im Sommer 1969 die Bitches Brew Sessions stattfanden.
Das Nefertiti-Album ist eine letzte Synthese der Entwicklung des „zweiten Quintetts“; zwischen 1965 und 1967 legte Miles Davis vier stilistisch ähnliche Studioproduktionen vor, deren Themen fast ausschließlich von den Musikern seines Ensembles oder von ihm selbst geschrieben wurden. Hierbei ragten besonders die Beiträge Wayne Shorters zum Repertoire der Band heraus, der Titel wie E.S.P., Orbits, Footprints, Prince of Darkness, Masqualero, Paraphernalia oder The Sorcerer beisteuerte. Miles Davis meinte zu seinem Saxophonisten, „erst seit Nefertiti wurde allen klar, dass Wayne Shorter ein großer Komponist war.“

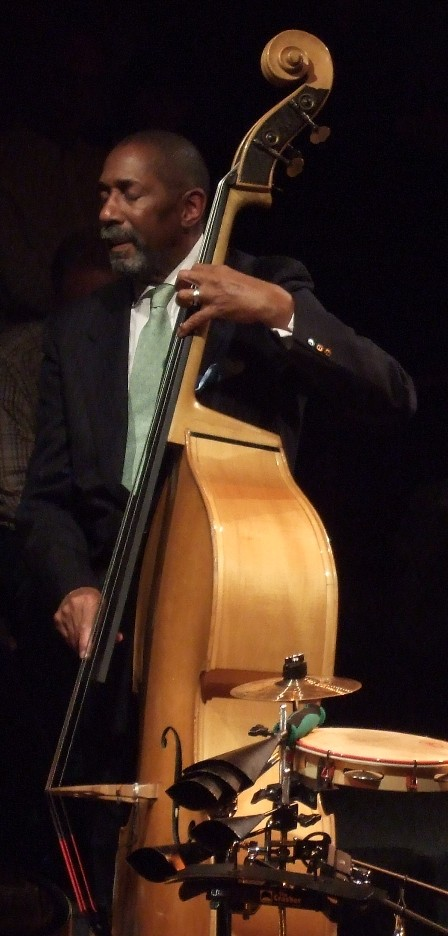
Ron Carter live im Alten Pfandhaus in Köln, 7. Oktober 2008

Der Davis-Biograph Peter Wießmüller bemerkte: „Daraus resultiert eine grundlegende Weiterentwicklung des Repertoires in Form veränderter Thementypen und der daraus sich ergebenden Improvisationen, in denen der Einfluss des Saxophonisten Wayne Shorter zum Tragen kommt. Die Tonalität, der aus dieser Zeit hervorgegangenen Kompositionen, unterscheidet sich etwa von den Kind of Blue-Einspielungen durch die Quartenmelodik; d. h. die frühere Modalität – die dem Dur-Moll-System nahestehenden Skalen – wird, in chromatischer Fortschreibung von 'alterierten, lydischen und ionischen' Skalen abgelöst, die auch als Grundlage für die Improvisation dienen.“
Bekannt wurde das Album durch sein Titelstück Nefertiti von Wayne Shorter; das ungewöhnliche „kompositorische Meisterwerk“ (Wießmüller) wiederholt mehrere Male die Melodie ohne individuelle solistische Beiträge, während die Rhythm Section darüber improvisiert, Dynamik schafft und damit ihre traditionelle Rolle umkehrt. Saxophonist Shorter stellt das leicht melancholische Thema vor; während der ersten Wiederholung tritt die Trompete in unisono-Spielweise hinzu; im folgenden wird das Thema nur durch die Intensität des Vortrags als auch durch die Pausengestaltung variiert. Eric Nisenson schrieb zu der Spielweise, es gäbe „keinerlei Soli im herkömmlichen Sinn, aber Klavier, Bass und Schlagzeug reagieren auf das Thema mit immer kniffligeren rhythmischen Pattern.“
Die folgende, stark rhythmisch akzentuierte Ballade Fall, die ebenfalls von Shorter stammt, ist ähnlich wie das vorangegangene Nefertiti von Wiederholungen bestimmt; neben dem fest arrangierten Ensemblespiel klingen immer wieder kurze Ausflüge an, die, nahe am Thema orientiert, von den jeweils präsenten Ensemblepassagen wieder absorbiert werden. Ähnlich wie Fall ist auch die am 7. Juni eingespielte Ballade Water Babies ausgestaltet. Sie fand auf dem Nefertiti-Album jedoch keinen Platz und erschien erst 1977 auf dem gleichnamigen Album in der Zeit von Miles Davis’ Rückzug zwischen 1975 und 1981. John Ephland schrieb in den liner notes, dass neben der Melancholie des Stücks auch eine Unruhe der Bandmitglieder zu spüren sei; die Soli seien nur kurz angelegt; Fall stehe auf dem Album durch die eher traditionellen harmonischen und melodischen Strukturen ein Stück für sich allein, als wäre es ein paar Jahre früher aufgenommen worden. Die Balance der Aufnahme offenbare aber dem Hörer Brechungen und Wendungen, die das Unbehagen mit dem traditionellen Jazz ausdrücken, ähnlich wie dies schon in früheren Stücken wie Limbo und Masqualero (auf dem Vorgänger-Album Sorcerer) zum Ausdruck kam.
Hand Jive ist eine mehr am Hardbop angelegte Komposition Tony Williams’, dessen 4/4-Takt vom drängend dynamischen Bass Ron Carters angegeben wird, „lebt vom rasend schnellen und rauschenden Cymbalsound“ Tony Williams’.
Im schnellen Madness, einem Herbie-Hancock-Titel fühlt sich Peter Wießmüller durch Miles’ Trompetenkürzel, verfolgt vom Bass in höheren Lagen, an die Stimmung der Intonierung erinnert, wie sie Don Cherry im Ornette-Coleman-Quartett pflegte.
Das nur drei Minuten kurze Riot wie auch das letzte Stück Pinocchio deuten die „Rastlosigkeit“ der Bandmitglieder an.
Riot strahlt die Jazz Messengers-Stimmung aus; solistische Glanzlichter setzen hier Herbie Hancock und Davis.
Pinocchio, das dritte Shorter-Stück, bildet den Abschluss des Albums; „die Soli von Miles und Shorter zählen wieder einmal zur Meisterklasse, wobei die Verwendung möglichst weniger Noten zu einer durchsichtigen Expressivität führt.“

## Wirkungsgeschichte
Das Album erreichte 1968 in den Vereinigten Staaten #8 der Billboard Music Charts.
Die Innovationen von Miles Davis’ zweitem Quintett „gaben dem tonalen Jazz der Post Bop-Ära neues Leben“, schrieb sein Biograph Eric Nisenson über die Rezeption der Davis Alben dieser Phase, „wurden aber leider damals von sehr wenigen Gruppen übernommen; die meisten Bands spielten den Modern Jazz der mittleren 1950er Jahre oder gehörten dem Free Jazz-Lager an.“ „Die Alben, die Miles Davis mit seinem Quartett der 60er Jahre aufgenommen hat, gehören zu den bedeutendsten Werken seiner Karriere, jedoch die subtilen Neuerungen, die sie enthalten, wurden von den meisten überhört, da die extrem radikale Musik von Coltrane, Taylor, Shepp, Sanders und anderen mehr Aufmerksamkeit erregte. Während der Free Jazz auch eine Reaktion auf die Erstarrung und Verknöcherung des Post-Bop war, entwickelte Miles’ Quintett diese Musik jenseits aller Klischees weiter.“
Das Nefertiti-Album hatte dann schließlich- wie auch seine drei Vorgängeralben – mit Miles’ „Konzept der kontrollierten Freiheit“ (Joachim-Ernst Berendt) nachhaltigen Einfluss auf den Post Bop der 1980/90er Jahre.

## Bewertung des Albums
Die Kritiker Richard Cook und Brian Morton verliehen dem Album im Penguin Guide to Jazz die zweithöchste Bewertung und nennen es kühl und streng, bezeichnen aber Wayne Shorters Stück Nefertiti als eine der größten Kompositionen dieser Zeit. Scott Yanow, der das Album im All Music Guide mit 5 Sternen versah, merkte an, dass Miles Davis’ viertes Album des zweiten klassischen Quintetts „die Vorwärtsentwicklung von Sorcerer fortsetze, indem die Gruppe sich in einen low-key entdeckenden Groove spiele und eine Musik mit noch erkennbaren Themen spiele; aber diese Themen werden von ihr absichtlich dissonant gespielt.“ In einem gewissen Sinn sei dies mood music, schrieb Yanow, „indem die individuellen Bestandteile sich in unvorhersehbare Richtungen weiterspinnen und dabei fließende Klanglandschaften geschaffen würden. Diese Musik antizipiere vieles von der impressionistischen Arbeit des In a Silent Way-Albums (1969), bleibe aber noch in den Fahrwassern des Hardbop. Was bei allen Sessions dieses Quintetts beeindrucke, sei das Zusammenspiel abseits artistischer solistischer Einzelleistungen; die Musiker folgten quasi als Einheit einem unvorhersehbaren Pfad und ließen sich auf eine Spielweise ein, die etwas Suchendes habe, immer auch provokativ, und vor allem: nie langweilig. Möglicherweise sei der Charme des Nefertiti-Albums eher subtil als bei seinen Vorgängern, aber das mache es so faszinierend. Nebenbei zeige dieses Album schon klar den Weg hin zu Fusion, wobei es rein akustisch bleibt; und das mag Hörer von der anderen Seite des Vorhangs in eine andere Richtung zwingen.“ Das Magazin Rolling Stone wählte das Album 2013 in seiner Liste Die 100 besten Jazz-Alben auf Platz 51.

## Die Titel

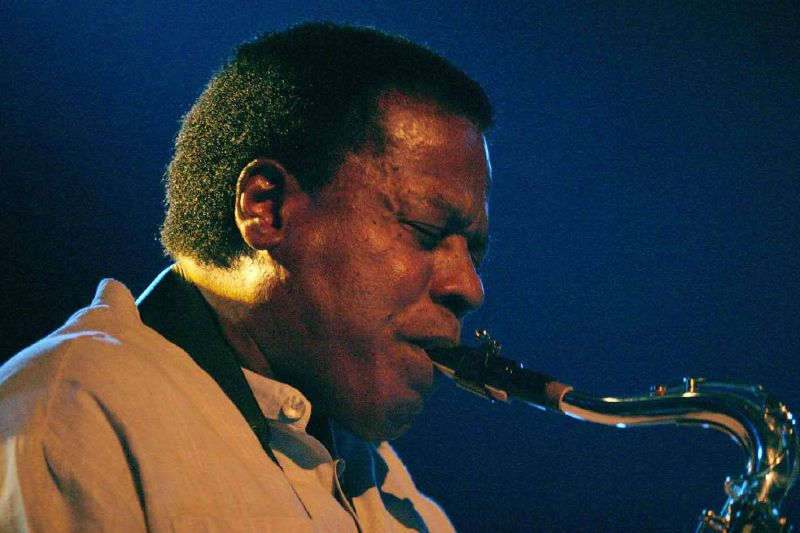
Wayne Shorter, Foto von Tom Beetz

Seite A
1. Nefertiti (Wayne Shorter) – 7:52
2. Fall (Shorter) – 6:39
3. Hand Jive (Tony Williams) – 8:54
Seite B
4. Madness (Herbie Hancock) – 7:31
5. Riot (Hancock) – 3:04
6. Pinocchio (Shorter) – 5:08
Der Titel Nefertiti wurde am 7. Juni, Madness am 22. Juni, und Hand Jive am 23. Juni aufgenommen und von Teo Macero produziert. Fall, Riot und Pinocchio entstanden am 19. Juli 1967; Produzent dieser Session war Howard Roberts.
Spätere CD-Editionen enthielten auch die alternate takes von Hand Jive (two takes), Madness und Pinocchio. Die in dieser Zeit entstandenen Titel Water Babies (7. Juni), Capricorn (13. Juni) und Sweet Pea (23. Juni) erschienen Mitte der 1970er Jahre auf dem Album Water Babies (Columbia- S 34396).